# ヴァージンミュージック レーベル & アーティスト サービス
ヴァージンミュージック レーベル & アーティスト サービス（Virgin Music Label & Artist Services）は、音楽家（アーティスト）やレコードレーベルに販売や宣伝、広告、流通などを支援する、ユニバーサル ミュージック グループ下の流通業者。
2021年2月にアメリカと日本、イギリス、ドイツ、フランス、ラテンアメリカ、さらに中央ヨーロッパ、オーストラリア、ニュージーランド、スウェーデン、ラテンアメリカ、スペインにてサービスを起ち上げ。イギリスとフランス、ドイツではキャピトル・ミュージック・グループ傘下のキャロライン・レコードを継承した。日本では「VMLAS Japan」が発足され、Caroline Japanの機能拡張により開始となった。なお、VMLAS Japanは、既存の国内邦楽メジャーレーベルであるVirgin Musicとは別に独立運営される。
ヴァージン・グループのブランドから精神性を継承するものと表明した。ヴァージン・レコードという名称は、以後ドイツと日本のみで使われる。
7月にはセルタネージョで最大のレーベルであるワーク・ショーと提携してブラジルに進出。翌1月には西バルカンにも展開した。